# Рамон (земной кратер)
Кратер Рамон (ивр. מַכְתֵּשׁ רָמוֹן‎) — эрозионный кратер (ивр. מַכְתֵּשׁ‎ — махтэ́ш) в пустыне Негев. На краю кратера находится город Мицпе-Рамон. Самый большой из пяти махтешей (кратеров) в Негеве, образующих район, известный как «Страна махтеши́м» (англ. Makhteshim Country) и претендующий на статус объекта всемирного наследия ЮНЕСКО.
Кратер имеет специфическое происхождение. Вследствие поднятия почвы в твёрдом поверхностном слое горной породы образовались трещины, в которые проникла вода. Начался процесс эрозии и вымывания внутренних более мягких пород. Образовалась огромная подземная полость. Со временем тонкий верхний слой обрушился, образовав открытый кратер. В течение миллионов лет он размывался сезонными дождями и вследствие этого увеличивался в размерах.
В кратере Рамон на протяжении многих лет велась добыча полезных ископаемых, таких, как глина, гипс и песок. До 1994 года этот процесс не контролировался государством, и карьеры нарушали его экологическую обстановку отходами и разрушением природного ландшафта.
В 1998 году правительство Израиля решило сохранить район кратера в качестве геологического заповедника. Был разработан план восстановления и сохранения естественного ландшафта, а также популяции диких животных, населяющих этот район.
Длина кратера — около 38 км, ширина — около 6 км, глубина — около 450 м. Дно кратера расположено на отметке примерно 500 м над уровнем моря.

## Галерея
- Махтеш Рамон
- Махтеш Рамон
- Страта в красивых цветах в махтеше Рамон
- Аэрофотоснимок махтеша Рамон
- Заброшенный карьер в махтеше Рамон
- Нубийский горный козёл на краю махтеша Рамон
- Махтеш Рамон
- Махтеш Рамон